# Nullifier Party
Nullifier Party var ett kortlivat politiskt parti baserat i South Carolina under 1830-talet. Partiet grundades av John C. Calhoun och ansåg att varje stat skulle kunna välja att inte följa federala lagar inom sina egna gränser.

## Medlemmar
- Robert Y. Hayne
- Stephen Decatur Miller
- John C. Calhoun
- William C. Preston
- James Henry Hammond
- Henry L. Pinckney